# Secuestro de Charles Burke Elbrick
El Secuestro del embajador de Estados Unidos en Brasil en 1969 fue el secuestro de Charles Burke Elbrick por miembros de Acción de Liberación Nacional (ALN) y el Movimiento Revolucionario 8 de Octubre (MR8) en protesta contra la dictadura militar respaldada por Estados Unidos. El embajador fue liberado luego de 78 horas a cambio de la liberación de 15 presos políticos encarcelados por la dictadura militar, exiliados en México. Fue uno de los actos guerrilleros más destacados contra la dictadura militar (1964-1985).

## Secuestro
El secuestro de Elbrick, comandado por Jonas, tuvo lugar el 4 de septiembre, duró veinte minutos y provocó que el diplomático resultara herido de un disparo en la frente, mientras intentaba escapar de la guerrilla armada. La acción tuvo lugar a las 14:30 horas, en la calle Marqués, Humaitá, Río de Janeiro (entonces Guanabara), cuando un Volkswagen Beetle pilotado por Cid detuvo el Cadillac del embajador y salieron cuatro guerrilleros armados, entregando al embajador y su chofer, y continuaron en el Cadillac. En una calle adyacente dejaron al conductor en el auto con la carta de demanda escrita por Franklin y se subieron a una Kombi. En ese momento, Elbrick intentó reaccionar pensando que lo matarían, pero fue detenido con un cabezazo en la frente. Luego, los secuestradores condujeron la Kombi a través del túnel Rebouças hasta la casa nº 1026 en la calle Barão de Petrópolis, en Rio Comprido, lugar de cautiverio y donde el embajador sería detenido por casi tres días.
Fernando Gabeira y Virgilílio Gomes da Silva ayudaron a planificar y ejecutar la operación. Para iniciar las negociaciones, los secuestradores exigieron que su carta-manifiesto fuese leída e impresa en los medios de comunicación, lo cual fue hecho. El embajador fue liberado tras 78 horas a cambio de la liberación de 15 presos políticos encarcelados por la dictadura militar, que fueron exiliados a México. Fue una de las acciones guerrilleras más destacadas emprendidas contra la dictadura militar (1964-1985).
Los 15 presos políticos salieron de la Base Aérea Galeão rumbo a México en un Lockheed C-130 Hercules perteneciente a la Fuerza Aérea Brasileña.
La idea inicial de Franklin era una acción armada para liberar de la cárcel al líder estudiantil Vladimir Palmeira, principal organizador político de las manifestaciones contra la dictadura, en 1968, en Guanabara. Por casualidad, Franklin descubrió que la ruta que Elbrick tomaba todos los días desde su casa hasta la embajada era exactamente la misma, y se dio cuenta de que sería mucho más fácil tomarlo como rehén para exigir la liberación de Vladimir. Con idea de Franklin y el Cid, la organización clandestina solicitó ayuda logística y militar a la Ação Libertadora Nacional, en São Paulo (estado), que envió a uno de sus líderes, Toledo ( Joaquim Câmara Ferreira), y un guerrillero obrero de origen humilde, Jonas (Virgílio Gomes da Silva), miembro de los Grupos Tácticos Armados (GTA) de la ALN, elegidos para comandar la acción de secuestro.
Fernando Gabeira describió su experiencia en el libro O Que É Isso, Companheiro?. Se convirtió en la película Cuatro días de septiembre, dirigida por Bruno Barreto.
Trece de los 15 presos políticos liberados a cambio de la liberación del embajador Elbrick aparecieron en una foto tomada antes de su exilio en México: Luís Travassos, José Dirceu, José Ibraim, Onofre Pinto, Ricardo Villas Boas, María Augusta Carneiro, Ricardo Zarattini y Rolando Fratti, de pie. João Leonardo da Silva Rocha, Agonalto Pacheco da Silva, Vladimir Palmeira, Ivens Marchetti y Flávio Tavares arrodillado. Gregório Lourenço Bezerra y Mario Roberto Zanconato no aparecen en la foto. Onofre Pinto y João Leonardo da Silva Rocha fueron asesinados por la dictadura en 1974 y 1975, respectivamente.